# Zipoetes grisescens
Zipoetes grisescens là một loài bọ cánh cứng trong họ Cerambycidae.